# Teufelskirche
Teufelskirche är en bergstopp i Österrike.   Den ligger i distriktet Sankt Johann im Pongau och förbundslandet Salzburg, i den centrala delen av landet, 260 km väster om huvudstaden Wien. Toppen på Teufelskirche är 2 024 meter över havet.
Terrängen runt Teufelskirche är bergig åt nordväst, men åt sydost är den kuperad. Närmaste större samhälle är Sankt Johann im Pongau, 11,2 km sydost om Teufelskirche. 
I omgivningarna runt Teufelskirche växer i huvudsak blandskog. Runt Teufelskirche är det ganska glesbefolkat, med 45 invånare per kvadratkilometer.